# Limenitis albofasciata
Limenitis albofasciata är en fjärilsart som beskrevs av Wesley Newcomb 1907. Limenitis albofasciata ingår i släktet Limenitis och familjen praktfjärilar. Inga underarter finns listade i Catalogue of Life.